# Långmyrtjärnen (Lits socken, Jämtland)
Långmyrtjärnen är en sjö i Östersunds kommun i Jämtland och ingår i Indalsälvens huvudavrinningsområde.